# Atajate
Atajate is een gemeente in de Spaanse provincie Málaga in de regio Andalusië met een oppervlakte van 11,00 km². Atajate telt 171 inwoners (1 januari 2016).

## Demografische ontwikkeling
Bron: INE, 1857-2011: volkstellingen